# 三関

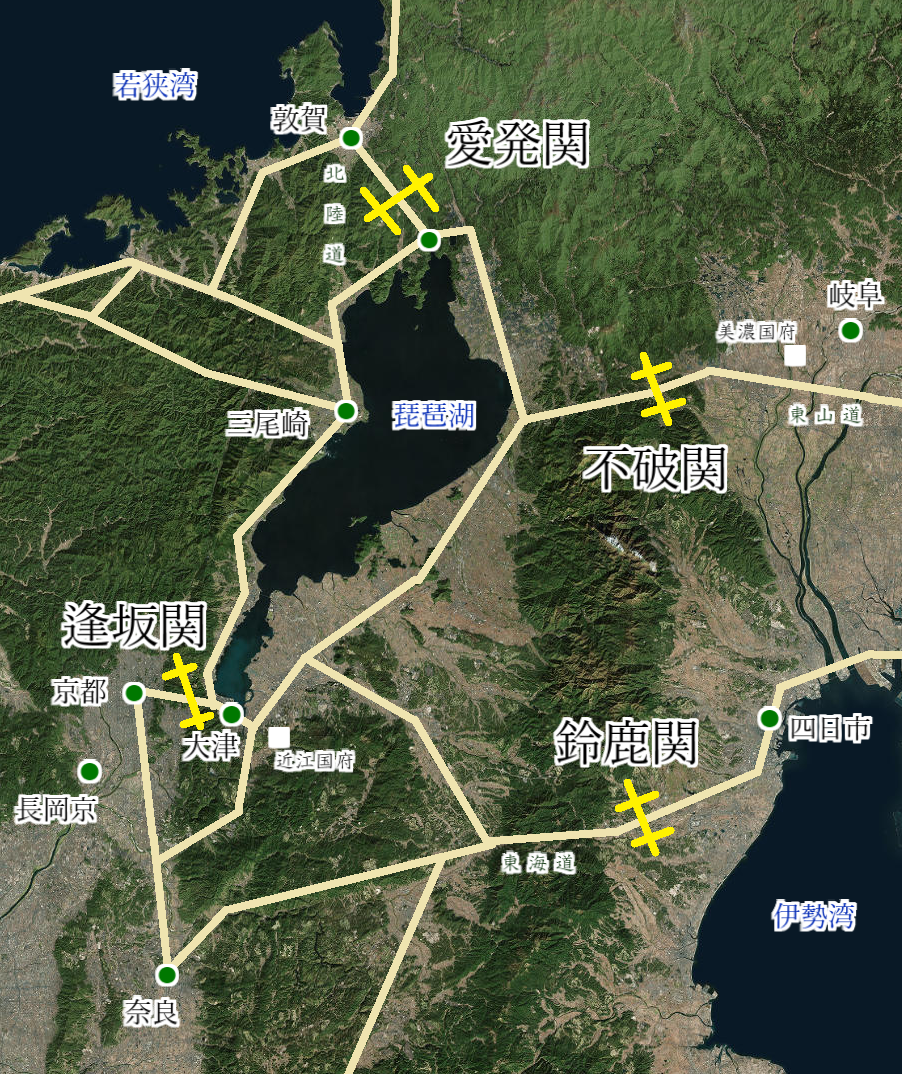
三関のおよその位置を示した地図

三関（さんげん、さんかん）とは、古代の日本で畿内周辺に設けられた関所の内、特に重視された3つの関の総称。三国之関とも呼ばれた。当初は不破関（美濃国、現在の岐阜県不破郡関ケ原町）、鈴鹿関（伊勢国、現在の三重県亀山市か）、愛発関（越前国、現在の福井県敦賀市内か）の3つを指したが、9世紀初頭に逢坂関（相坂関。近江国、現在の滋賀県大津市付近か）が愛発関に代わった。また、三関のある律令国は三関国と呼ばれた。

## 三関の役割
古代、三関は天皇の交代など政情不安の際交通を遮断のため、堅く閉められていた。三関には鼓吹軍器（兵器類）が常備され、必ず複数の国司四等官が関を守護するため常駐する規定があった。この常駐四等官は城主とよばれ、非常事態に備えていた。
非常事態が発生すると、朝廷は三関に固関使（こげんし）を派遣する。この際、蔵司が保管する関契とよばれる割符の左符が固関使に与えられ、三関で国守によって保管されていた右符と照合を行なう。これが一致すると非常事態と認められ、関が閉鎖された。これを固関と呼ぶ。非常事態が解消した後の解関（開関）も同様の手続きによった。
関を閉鎖するのは、特に中央で非常事態が発生した折に、その期に乗じての東国から畿内への侵入を防ぐ目的である。また中央の謀反者の東国への逃走を防ぐ目的もあり、天平宝字8年（764年）の藤原仲麻呂の乱では、愛発関を閉じて仲麻呂が息子のいる越前国への逃亡を防いだ。
| 地点   | 座標 （地図表示サイトにリンク）    |
| ------ | ---------------------------------- |
| 不破関 | 北緯35度21分32秒 東経136度27分30秒 |
| 鈴鹿関 | 北緯34度51分26秒 東経136度23分06秒 |
| 逢坂関 | 北緯34度59分39秒 東経135度51分21秒 |

## 歴史
三関の設置時期は天武天皇元年（672年）、 もしくは同2年（673年）とされる。その前後の壬申の乱では、大海人皇子（後の天武天皇）が初動で不破道を塞ぎ、優位に立ったことが知られている。このように天武天皇として即位した大海人皇子自身の戦訓も踏まえて、8世紀初頭の大宝令により三関が警察・軍事の機能を兼備することが法的に規定された。和銅年間には勅命によって三関国の国守に仗（武官）2人が配属されている。
養老5年12月7日（722年1月2日）、元明太上天皇の崩御の際に初めて固関が行なわれた。その後も天皇や太上天皇の病気・崩御の際、長屋王の変や藤原仲麻呂の乱や薬子の変などの争乱の際に固関使が派遣されている。
平安京遷都に先立つ延暦8年7月14日（789年8月13日）、桓武天皇の勅によって不破関と鈴鹿関、愛発関の三関は突然停廃された。兵器は国府に移し、館舎などは便郡に移築するよう命じられた。しかし完全には放棄されず、引き続き三関は機能していた。
延暦25年（806年）の桓武天皇の崩御や、弘仁元年（810年）の平城上皇による奈良還都の策謀の際には、三関固守の命令が出された。なお前者では三関に愛発関ではなく、新都の置かれた山城国を防備する相坂関が入っている。その後も、承和7年（840年）、貞観13年（871年）、元慶8年（884年）などの固関が『六国史』に記録されている。以降は『儀式』や『西宮記』などの規定通り、天皇の崩御や摂政・関白の死去などに際して固関が行なわれた。平安時代中期にあたる10世紀後半以後の固関は儀式的になっていったが、近世においても江戸時代後期の天保年間まで続けられた。